# Eduard Martiny
Eduard Friedrich Gotthelf Martiny (* 25. Dezember 1808 in Ilmenau, Thüringen; † 24. September 1876 in Bad Salzschlirf) war ein deutscher Arzt und Badehausbesitzer. Er war Gründer und Direktor des späteren Bades Salzschlirf.

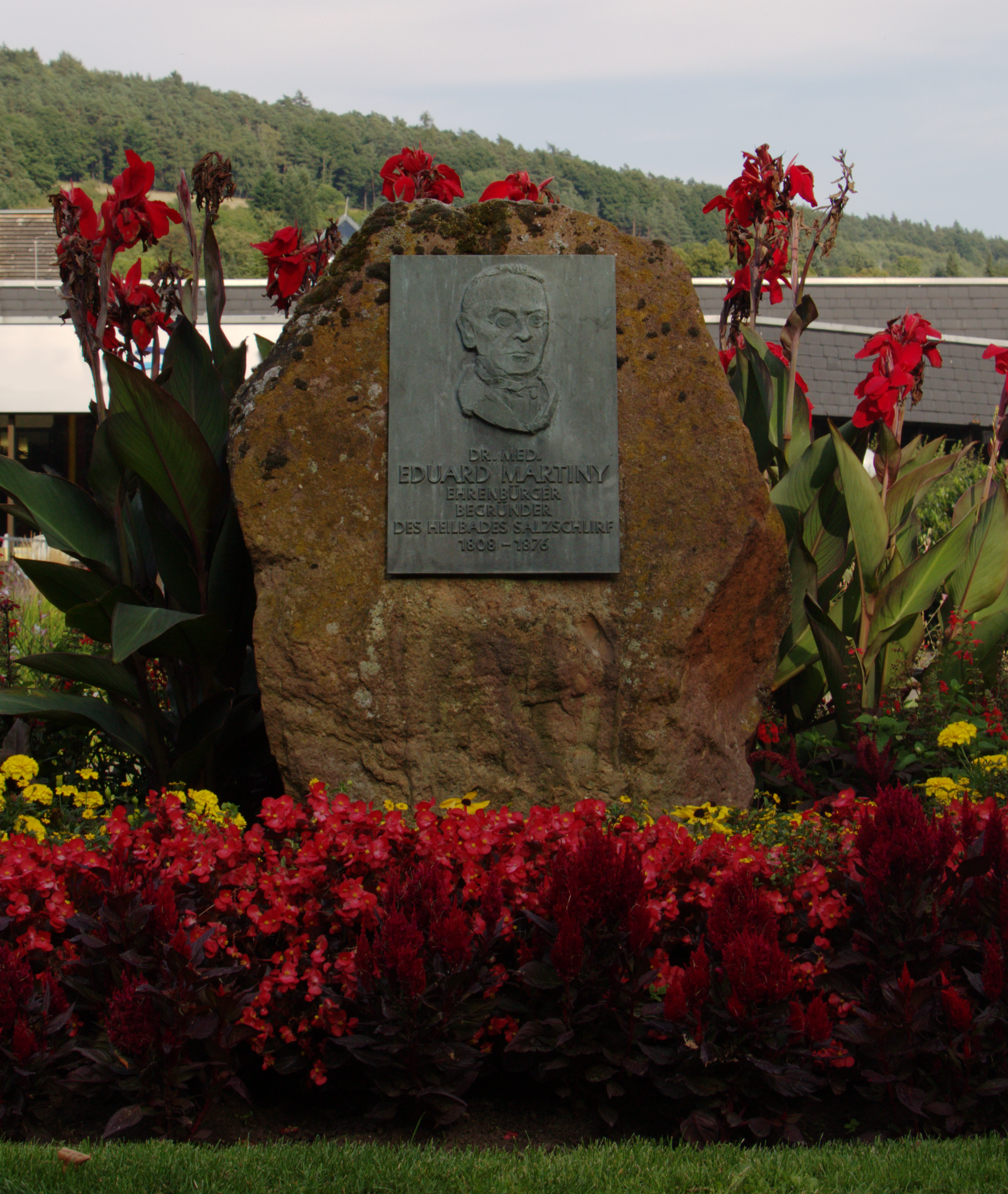
Gedenktafel für Eduard Martiny im Kurpark Bad Salzschlirf

## Verwandtschaft mit Goethe
Über seine Ehefrau Emma, geborene Lange, war Martiny entfernt mit Johann Wolfgang von Goethe verwandt. Emma war die Tochter von Johann Friedrich Ludwig Lange, dieser war der Sohn von Johann Friedrich Lange, beide aus Wetzlar stammend. Letzterer war der Bruder von Goethes Mutter Catharina Elisabeth Goethe, geborene Lindheimer (1731 bis 1808).

## Leben

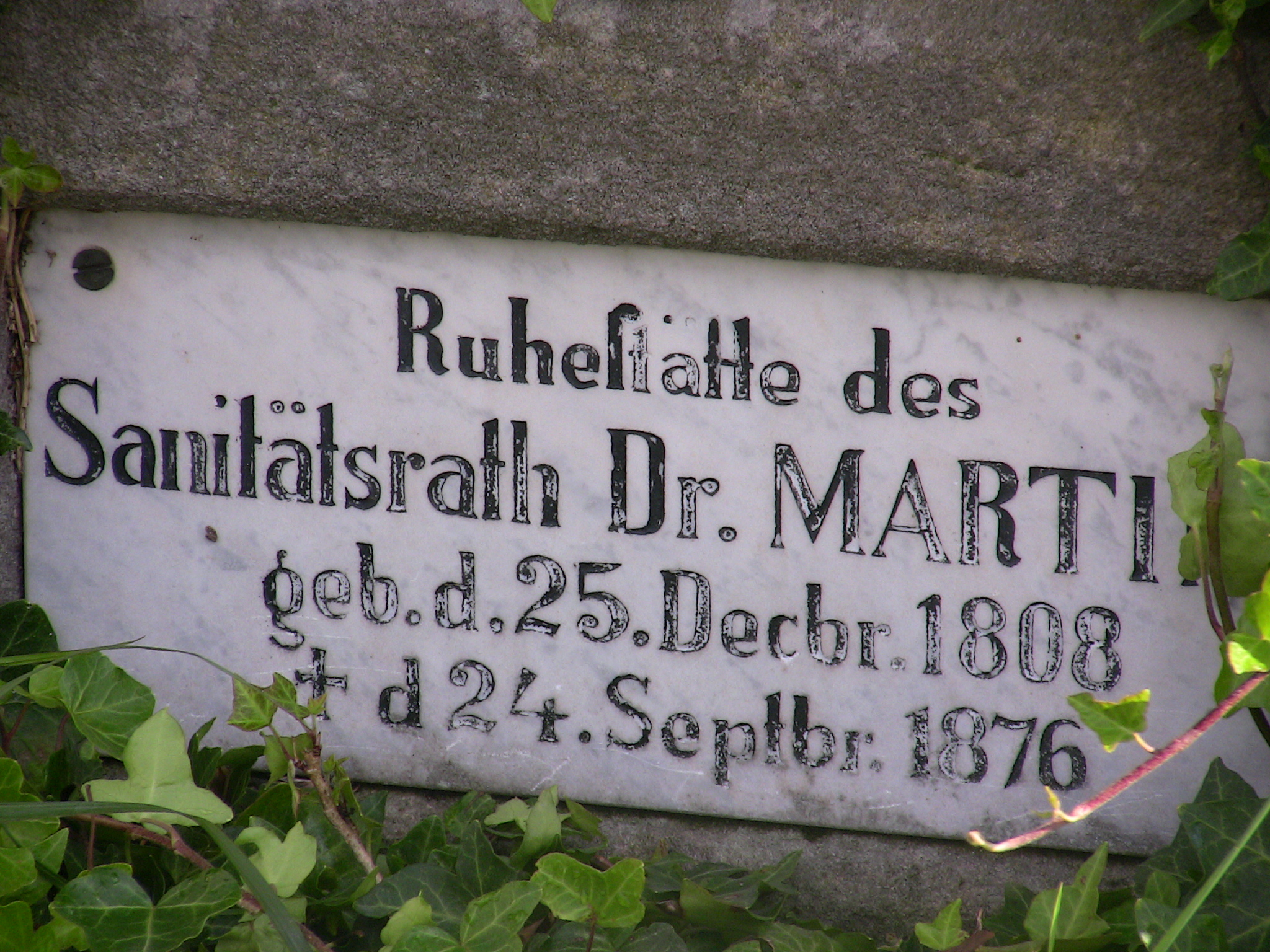
Grabstein des Eduard Martiny

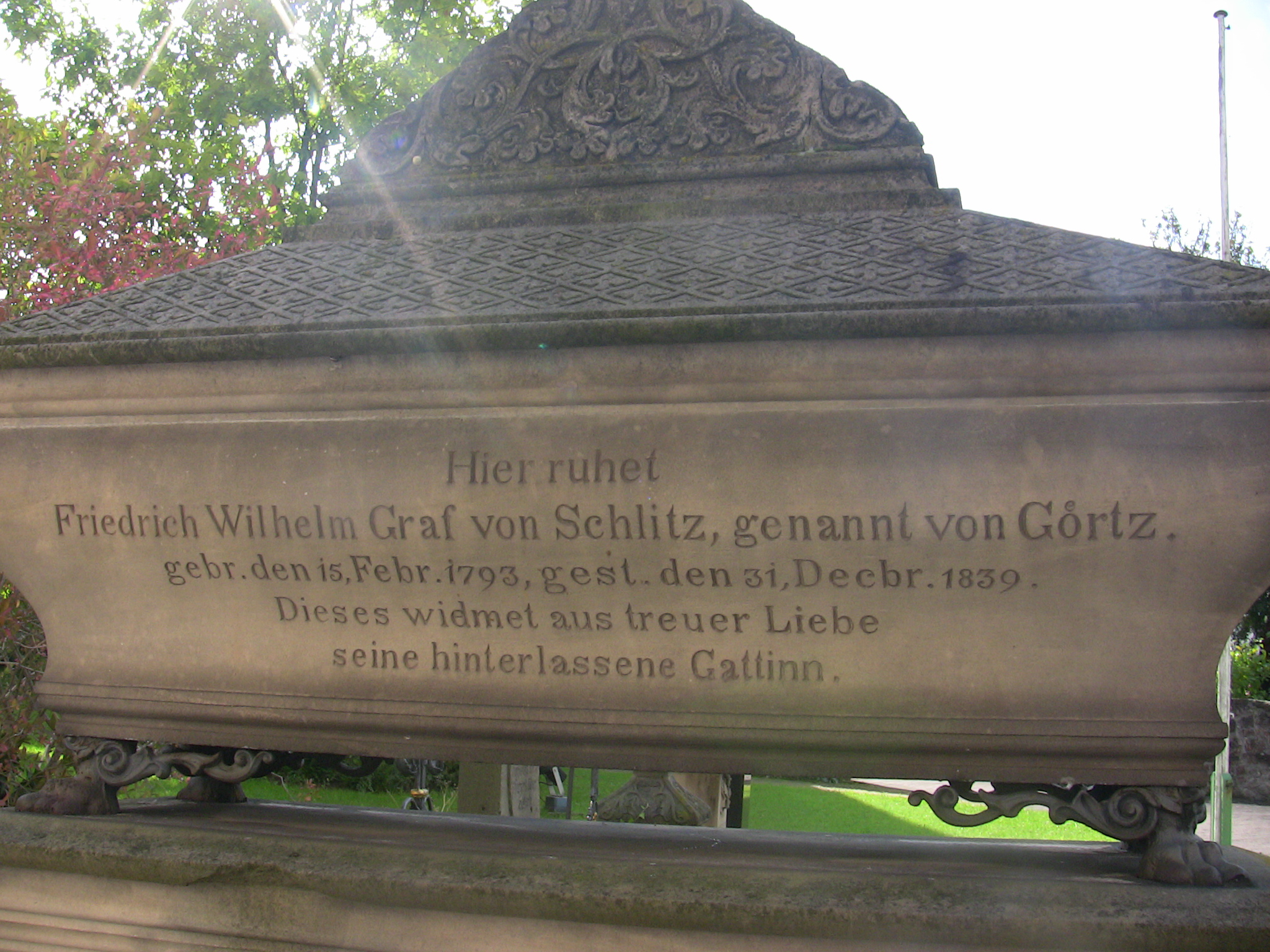
Grabstein seines Freundes Friedrich Wilhelm Graf v. Schlitz, gen. v. Görtz

Martiny studierte Medizin an der Universität Würzburg und veröffentlichte 1833 seine Dissertation zum Thema Dissertatio inauguralis medica de Semiotice aetiologica meletemata (Verlag Becker, 1833). Er war Freund und Arzt des Grafen Friedrich Wilhelm von Schlitz, genannt von Görtz (1793–1839). Diesem waren wegen seiner schwachen Gesundheit Seebäder verordnet worden. Martiny glaubte allerdings, dieses Ziel auch durch die Erschließung der Salzquellen von Salzschlirf erreichen zu können. Der Graf ging auf diese Idee ein und ließ sich 1835 mit den Quellen belehnen.
Die Bonifatiusquelle, der obere Salzbrunnen, wurde wieder freigelegt. In einem benachbarten Haus wurde eine Badewanne aufgestellt und diese mit Eimern aus der Quelle befüllt. Ein weiterer Ausbau der Quellen unterblieb vorerst. Doch noch vor seinem Tod hatte der Graf die Lehnsrechte auf Martiny übertragen.  Dieser baute 1837 mit Hilfe der ortsansässigen Bauern den Badebetrieb aus. Als Gegenleistung für die Unterstützung beim Ausbau der Quelle, gewährte Martiny den Bad Salzschlirfer Bürgern das Recht, dort kostenlos Wasser zu entnehmen. Dieses Recht gilt heute noch. Nachdem Martiny das erste Badehaus erbaut hatte, beauftragte ihn die kgl. Bayerische Regierung, Pläne für ein Badehaus in Kissingen einzureichen. Auch in Kreuznach entstanden Einrichtungen nach den Plänen Martinys und nach dem Vorbild Salzschlirfs.
Im Jahr 1850 wurde der Ausbau des Badehauses auf zwölf Badezimmer und die Erweiterung der Kuranlagen gewagt. Der Antrag an die kurfürstlich hessische Regierung, eine Aktiengesellschaft mit Beteiligung des Staates zu gründen, schlug fehl. Der Ausbau der Heilquellen forderte immer mehr Geld. Schließlich wurden die Anlagen für 20.000 Gulden an den kurhessischen Staat verkauft.  Martiny, Gründer und ehemaliger Besitzer des Bades, wurde zu einem kärglichen Lohn als Badearzt angestellt.
Nach dem Deutschen Krieg von 1866 wurde Kurhessen ein Teil der preußischen Provinz Hessen-Nassau und Bad Salzschlirf als preußisches Staatsbad übernommen. Der Deutsch-Französische Krieg von 1870/1871 brachte mit dem deutschen Sieg einen wirtschaftlichen Aufschwung. Da der Staat schon zahlreiche Staatsbäder hatte und in Bad Salzschlirf nur eine neue Belastung sah, wurde das Bad am 26. Juli 1873 für 12.000 Taler wieder an Martiny zurück verkauft. Damit löste sich der Staat von allen Verpflichtungen. Martiny war es gelungen, eine Gesellschaft westfälischer Geldgeber zu gewinnen. So entstand die „Gewerkschaft Bad Salzschlirf“.  Martiny blieb zunächst noch deren Badearzt und technischer Leiter.
Doch Ende 1874 wurde er nach 36-jährigem Wirken für Bad Salzschlirf seiner Stellung enthoben. Er ging als Badearzt nach Bad Orb, kehrte aber bald als todkranker Mann in sein geliebtes Bad Salzschlirf zurück, wo er 1876 als dessen Ehrenbürger und Sanitätsrat verstarb.
Originale Dokumente seines Lebens (Patente, Zertifikate sowie seine Promotionsurkunde von 1832) sind im Heimatmuseum von Bad Salzschlirf zu besichtigen.

## Ehrungen
- 1875: Verleihung der Ehrenbürgerwürde der Gemeinde Bad Salzschlirf[10]
- Eine Quelle und eine Straße in Bad Salzschlirf wurden nach ihm benannt.[11]

## Werke
- Dissertatio inauguralis medica de Semiotice aetiologica meletemata - Würzburg, Univ., Med. Diss., 1833
- Monographie der Scrophelkrankheit, Weimar, 1836 (Übersetzung und Ergänzung eines Buches von Auguste C. Baudelocque) (eingeschränkte Vorschau in der Google-Buchsuche)
- Die Influenza oder Grippe, eine contagiös-epidemische Krankheit: in Hinsicht ihrer Geschichte, ihrer Entstehung und Verbreitung, ihres Wesens, Verlaufs und ihrer Behandlung / für Aerzte und Laien. Weimar, Voigt 1835
- Das Lymphsystem in Hinsicht auf Anatomie, Physiologie und Pathologie - Quedlinburg, Leipzig: Basse, 1837 (Übersetzung des Originalwerks von Gilbert Breschet) (eingeschränkte Vorschau in der Google-Buchsuche)
- Ueber die Ursachen, Erkenntniss und Behandlung des Gebärmutterkrebses, 1837 (Übersetzung eines Buches von Jérôme Sébastien Téallie) (eingeschränkte Vorschau in der Google-Buchsuche).
- Die Verkrümmungen des Rückgrathes und deren Heilung. Basse, Quedlinburg/Leipzig 1837 (Übersetzung des Originalwerks von Charles Amédée Maisonabe)
- Encyklopädie der medicinisch-pharmaceutischen Naturalien- und Rohwaarenkunde. Mit besonderer Rücksicht auf historische und genetische Verhältnisse und auf physische und chemische Eigenschaften. Bearbeitet unter Mitwirkung des Dr. Julius Martiny, Apotheker in Gaualgesheim, von Dr. med. Eduard Martiny, Brunnenarzt zu Salz-Schlief Ehrenmitgliede und correspondirendem Mitgliede mehrerer gelehrter Gesellschaften. Quedlinburg und Leipzig. Druck und Verlag von Gottfried Basse. 8. Erster Band. A–F. 1843. S. VI u. 911. Zweiter Band. A–Z. 1854. S. VI u. 864. doi:10.1002/ardp.18561360229
- Naturgeschichte der für die Heilkunde wichtigen Thiere - Darmstadt: Leske, 1847
- Die Heilquellen und Bäder zu Salzschlirf - Fulda, 1847
- Das Bad Salzschlirf im Jahre 1849, Gießen 1849
- Den Kurgästen der Heilquellen und Bäder Salzschlirf's, Fischer Verlag, 1854
- Medicinisches Schriftsteller-Lexicon der jetzt lebenden Aerzte, Wundärzte, Geburtshelfer, Apotheker und Naturforscher aller gebildeten Völker. Selbstverlag, 1842, S. 259 (eingeschränkte Vorschau in der Google-Buchsuche).